# Victor Dumas
Victor Dumas (Tullins, Isère, 1831 – São Cristovão, Rio de Janeiro, 1902) foi um comerciante e grande proprietário de terras francês, estabelecido na cidade do Rio de Janeiro na segunda metade do século XIX. 
Era filho de Victor Dumas e de Rose Monnier. Casou-se com a suíça Marie Christine Badoux, com quem teve uma filha, Marie Dumas (posteriormente Villon). Victor Dumas, já viúvo de seu primeiro casamento, veio para o Brasil em decorrência da Guerra Franco-Prussiana. Ainda na França contraiu novamente casamento, tendo mais três filhas, Rachel, Esther e Eugénie Dumas. Sua fazenda localizava-se na Zona Oeste da cidade do Rio de Janeiro, proveniente de um arrendamento da Fazenda Imperial de Santa Cruz.
O local de sua propriedade fundiária deu origem ao atual sub-bairro Dumas pertencente ao bairro de Santa Cruz no Rio de Janeiro.